# Біохімічний аналіз крові
Біохімі́чний ана́ліз кро́ві — лабораторний метод дослідження, що використовують в медицині, за результатами якого можна судити про функціональний стан органів і систем організму людини. Він дозволяє визначити функцію печінки, нирок, наявність активного запального процесу, порушення водно-сольового обміну і дисбаланс мікроелементів тощо. Біохімічний аналіз допомагає поставити діагноз, призначити і скоригувати лікування, а також визначити стадію захворювання.
Для біохімічного аналізу крові беруть венозну кров (з вени), методом венепункції шприцем з голкою чи вакутайнером з голкою. Необхідно враховувати час транспортування взятої крові (особливо при заборі шприцем чи у звичайні пробірки), щоб кров не згорнулась так-як це унеможливить виконання будь-яких аналізів.

## Показники аналізу
- Глюкоза («цукор у крові») — норма 3,33-5,55 мілімолей на літр. Підвищений рівень глюкози свідчить про загрозу цукрового діабету або порушенні толерантності до глюкози, що вимагає консультації ендокринолога.
- Сечовина — допустиме значення 2,5-8,3 мілімолей на літр. Зниження рівня нижче норми відбувається при тяжкій гострій печінковій недостатності. Перевищення зазначеного показника говорить про недостатню видільну здатність нирок і порушення фільтрації. Наростання вмісту сечовини в крові до 16-20 ммоль/л (у розрахунку на азот сечовини) класифікується як порушення функції нирок середньої тяжкості, до 35 ммоль/л — як важкий; понад 50 ммоль/л — дуже тяжке, з несприятливим прогнозом Підвищення рівня сечовини відбувається при нирковій недостатності, як гострій, так і хронічній. При гострій нирковій недостатності рівень сечовини в крові може досягати 50-83 ммоль/л.
- Залишковий азот крові (небілковий азот крові) — азот речовин, який залишаються після видалення білків плазми крові. Залишковий азот складається з азоту сечовини (50 %), азоту амінокислот (25 %), сечової кислоти (4 %), креатину (5 %), креатиніну (2,5 %), ерготіаніну (8 %), аміаку й індикану (0,5 %); 5 % азоту міститься в поліпептидах, глутатіоні, білірубіні та інших небілкових з'єднаннях. У нормі вміст залишкового азоту в сироватці крові коливається від 14,3 до 28,6 ммоль/л.
- Креатинін розглядається в комплексі з сечовиною. Норма креатиніну — 44-106 мікромолей на літр. Як і сечовина, креатинін говорить про роботу нирок.
- Загальні ліпіди — вміст у крові 5-7 г/л.[1]
- Холестерин або холестерол — органічна сполука, природний жирний (ліпофільний) спирт, що міститься в клітинних мембранах всіх тваринних організмів.
При аналізі біохімії крові рівень холестерину відображений у наступних параметрах: холестерин-ЛПНЩ (ліпопротеїни низької щільності, LDL), холестерин-ЛПВЩ (ліпопротеїни високої щільності, HDL), тригліцериди, загальний холестерин.
Норма загального холестерину від 3,6 ммоль/л до 7,8 ммоль/л, рекомендований рівень холестерину <5 ммоль/л. Високий рівень холестерину сигналізує про загрозу атеросклерозу.
  - Холестерин-ЛПНЩ — ліпопротеїни низької щільності, LDL. Норма для чоловіків — 2,02-4,79 ммоль/л, для жінок 1,92-4,51 ммоль/л.
  - Холестерин-ЛПВЩ — ліпопротеїни високої щільності, HDL. Норма для чоловіків — 0,72-1,63 ммоль/л, для жінок 0,86-2,28 ммоль/л.
- У нормі вміст в крові калію становить 3,4-5,3 ммоль/л, натрію — 135—155 ммоль/л, хлору — 95-110 ммоль/л, а кальцію — 1,05-1,3 ммоль/л, що становить приблизно 50 % від загального вмісту кальцію в крові.